# Клокічка
Клокі́чка — село в Україні, у Неполоковецькій селищній громаді Чернівецького району Чернівецької області.

## Населення
Національний склад населення за даними перепису 1930 року у Румунії:
| Національність | Кількість осіб | Відсоток |
| -------------- | -------------- | -------- |
| українці       | 391            | 94,98 %  |
| румуни         | 24             | 5,74 %   |
| євреї          | 3              | 0,72 %   |

Мовний склад населення за даними перепису 1930 року:
| Мова       | Кількість осіб | Відсоток |
| ---------- | -------------- | -------- |
| українська | 409            | 97,85 %  |
| румунська  | 6              | 1,44 %   |
| їдиш       | 3              | 0,72 %   |

### Мова
Розподіл населення за рідною мовою за даними перепису 2001 року:
| Мова       | Кількість | Відсоток |
| ---------- | --------- | -------- |
| українська | 347       | 99.71%   |
| російська  | 1         | 0.29%    |
| Усього     | 348       | 100%     |